# ERA-63
ERA-63或ORG-37663，化学名3-亚甲基-7α-甲基-17α-乙炔基雌甾-5(10)-烯-17β-醇（英語：3-methylene-7α-methyl-17α-ethynylestra-5(10)-en-17β-ol）是一种人工合成的甾体雌激素，分子式C
22H
30O，为治疗類風濕性關節炎而开发，从未上市销售。